# باشگاه فوتبال کیاسو
باشگاه فوتبال کیاسو یا اف‌سی کیاسو (به ایتالیایی: FC Chiasso)، باشگاه فوتبال سوئیسی است که در شهر کیاسو قرار داشته و در لیگ دسته دوم سوئیس (چلنج لیگ) بازی می‌کند. این باشگاه در سال ۱۹۰۵ تأسیس شده و در بین سال‌های ۱۹۱۴ و ۱۹۲۳ در لیگ دسته اول ایتالیا بازی می‌کرده‌است.
درخشان‌ترین دوران باشگاه در بین سال‌های ۱۹۴۸ و ۱۹۶۱ بود. در آن دوران کیاسو به سوپر لیگ سوئیس صعود کرد و در فصل ۵۱-۱۹۵۰ نائب قهرمان آن رقابت‌ها شده و در فصلی بعدی در رده سوم ایستاد.

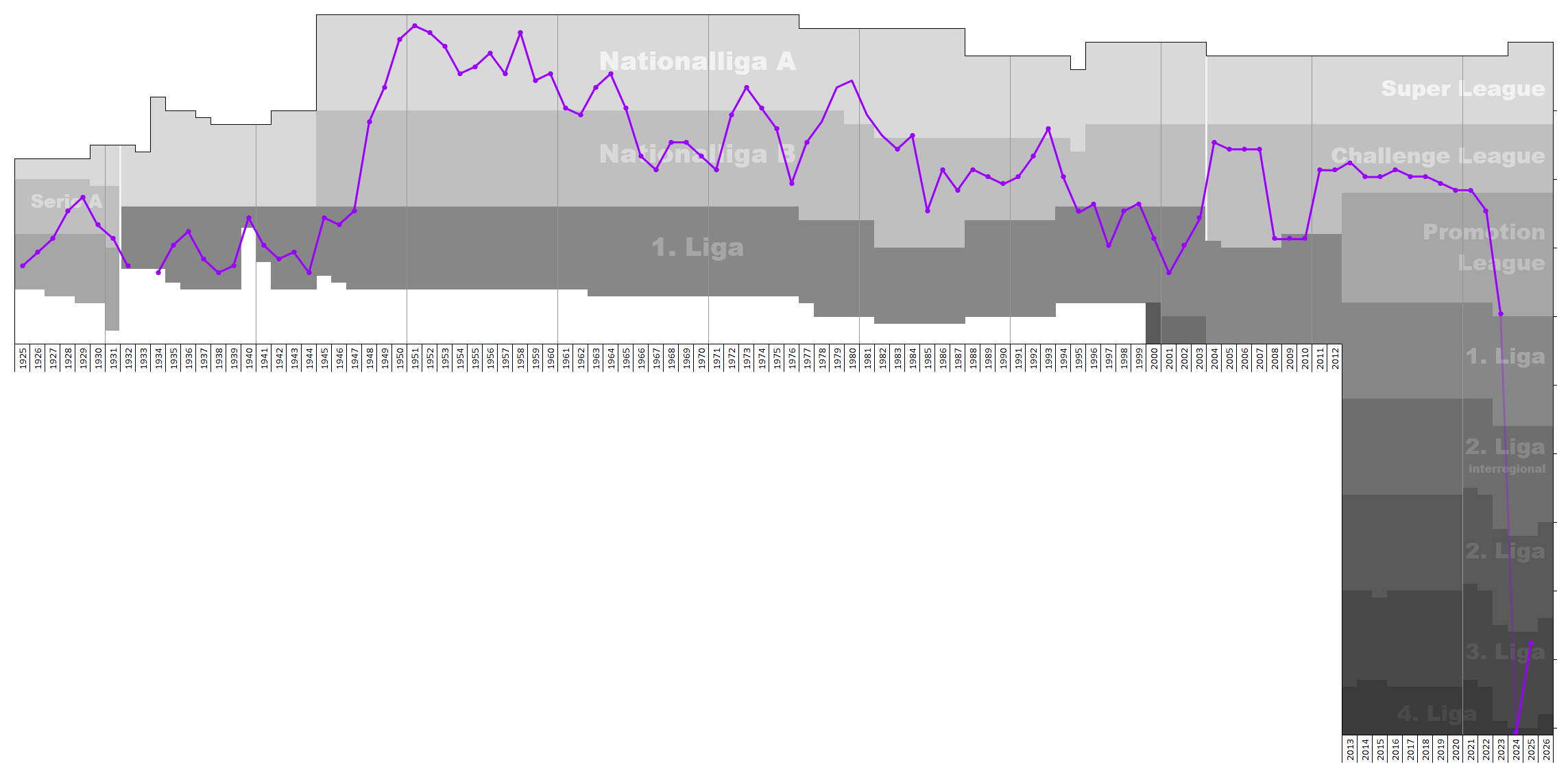
نمودار موقعیت‌های جدول کیاسو در سیستم لیگ فوتبال سوئیس

## مربیان معروف
- آتیلیو لومباردو (۰۷-۲۰۰۶)
- جانلوکا زامبروتا (۱۵-۲۰۱۳)